# Jan Baptist van der Meiren

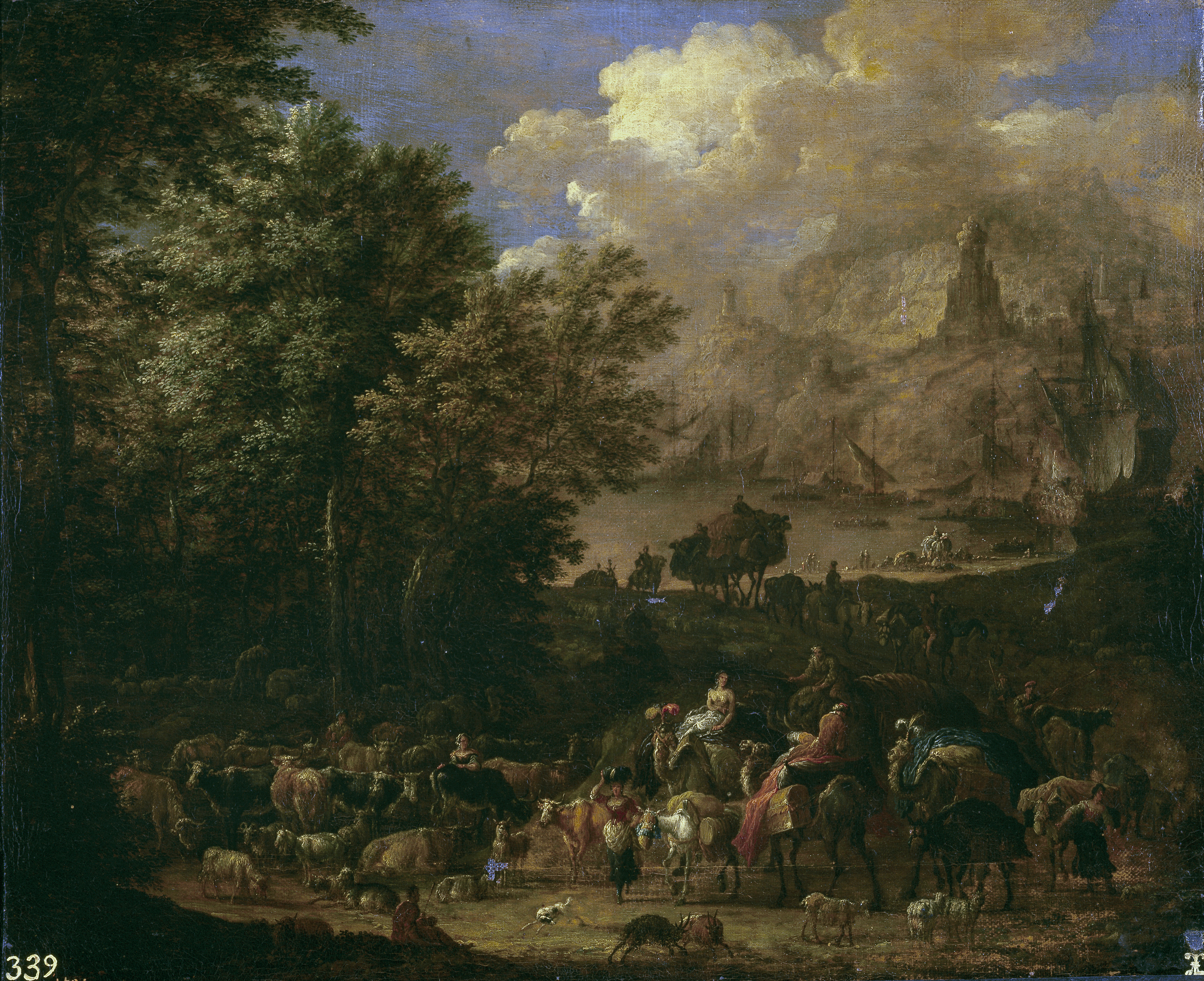
Viatge de Jacob, oli sobre llenç, 43 x 51 cm, Madrid, Museu del Prado.

Jan Baptist van der Meiren (Anvers, 1664 – 1708 o després de 1736), va ser un pintor barroc flamenc especialitzat en petits paisatges animats habitualment amb nombroses figures.
Nascut a Anvers el 15 de desembre de 1664, consta que el 1685 va ser admès com a mestre en el gremi local. En 1695, encara a Anvers, va prendre com a deixeble a Jasper Broers (1682-1716) i és possible que aquest mateix any viatgés a Viena. Segons algunes fonts podria haver mort a Anvers en 1708, no obstant això una pintura per ell signada al museu Bogdan i Varvara Khanenko de Kíev, apareix datada el 1736.
Proper a Adriaen Frans Baudewijns, amb qui va poder col·laborar en alguna ocasió, els seus paisatges exòtics amb animats ports italianizants o escenes de batalla i motius bíblics, inscrits d'altra banda en una consolidada tradició flamenca, van arribar a aconseguir en la seva època preus elevats.